# 헬싱키의 구역
핀란드의 수도인 헬싱키 시는 여러 구역들로 나뉜다. 같은 곳이 다른 목적의 구역들로 나뉘기 때문에 헬싱키 거주자들조차 헷갈리는 일이 적지 않다.
- 동(핀란드어: kaupunginosa 카우풍기노사[*], 스웨덴어: stadsdel, 영어: neighbourhood): 시참사회에서 지정하여 도시계획 등의 목적으로 사용하는 공식 구획.
- 구(핀란드어: piirijako 피리야코[*], 스웨덴어: distrikt, 영어: district): 공공용역 조정 용도로 사용되는 구획.

여기에 비공식적으로 방위에 따라 나누는 부(중부, 서부, 북부, 동부), 10에서 99 사이를 부여받는 우편번호 등의 구획들이 있지만 크게 위의 동과 구의 이원체제로 나뉜다.

## 동
현재 헬싱키에는 60개 동이 있다. 대부분의 동들은 19세기부터 그 이름이 전통적으로 존재하다가 1959년 현재의 이름이 공식적으로 부여되었다.
각 동은 01번에서 59번까지의 두 자리 번호를 부여받고, 핀란드어와 스웨덴어로 각각 이름이 있다. 60번째 동인 헬싱키 근해는 번호가 없다. 동은 다시 통(핀란드어: osa-alue 오사알루에[*])으로, 통은 반(핀란드어: pienalue 피에날루에[*])으로, 반은 가곽으로 나뉜다. 통은 세 자리 번호, 반은 네 자리 번호로 표시된다.
- 01 크루눈하카(핀란드어: Kruununhaka, 스웨덴어: Kronohagen)
- 02 클루비(핀란드어: Kluuvi, 스웨덴어: Gloet)
- 03 카르틴카우풍키(핀란드어: Kaartinkaupunki, 스웨덴어: Gardestaden)
- 04 캄피(핀란드어: Kamppi, 스웨덴어: Kampen)
- 05 푸나부오리(핀란드어: Punavuori, 스웨덴어: Rödbergen)
- 06 에이라 (핀란드어, 스웨덴어: Eira)
- 07 울란린나(핀란드어: Ullanlinna, 스웨덴어: Ulrikasborg)
- 08 카타야노카(핀란드어: Katajanokka, 스웨덴어: Skatudden)
- 09 카이보 공원(핀란드어: Kaivopuisto, 스웨덴어: Brunnsparken)
- 10 쇠르내이넨(핀란드어: Sörnäinen, 스웨덴어: Sörnäs)
- 11 칼리오(핀란드어: Kallio, 스웨덴어: Berghäll)
  - 111 실타사리(핀란드어: Siltasaari, 스웨덴어: Broholmen)
  - 112 리냐트(핀란드어: Linjat, 스웨덴어: Linjerna)
  - 113 토르켈린매키(핀란드어: Torkkelinmäki, 스웨덴어: Torkelsbacken)
- 12 알피하류(핀란드어: Alppiharju, 스웨덴어: Åshöjden)
  - 121 하류(핀란드어: Harju, 스웨덴어: Ås)
  - 122 알필라(핀란드어: Alppila, 스웨덴어: Alphyddan)
- 13 에투퇼뢰(핀란드어: Etu-Töölö, 스웨덴어: Främre Tölö)
- 14 타카퇼뢰(핀란드어: Taka-Töölö, 스웨덴어: Bortre Tölö)
- 15 메이만(핀란드어: Meilahti, 스웨덴어: Mejlans)
- 16 루스케아수오(핀란드어: Ruskeasuo, 스웨덴어: Brunakärr)
  - 161 피쿠후오파만(핀란드어: Pikku Huopalahti, 스웨덴어: Lillhoplax)
- 17 파실라(핀란드어: Pasila, 스웨덴어: Böle)
  - 171 서파실라(핀란드어: Länsi-Pasila, 스웨덴어: Västra Böle)
  - 172 북파실라(핀란드어: Pohjois-Pasila, 스웨덴어: Norra Böle)
  - 173 동파실라(핀란드어: Itä-Pasila, 스웨덴어: Östra Böle)
  - 174 중파실라(핀란드어: Keski-Pasila, 스웨덴어: Mellersta Böle)
- 18 락소(핀란드어: Laakso, 스웨덴어: Dal)
- 19 무스티카마-코르케아섬(핀란드어: Mustikkamaa-Korkeasaari, 스웨덴어: Blåbärslandet-Högholmen)
- 20 서사타마(핀란드어: Länsisatama, 스웨덴어: Västra hamnen)
  - 201 루오호만(핀란드어: Ruoholahti, 스웨덴어: Gräsviken)
  - 202 라피만(핀란드어: Lapinlahti, 스웨덴어: Lappviken)
  - 203 얘트캐섬(핀란드어: Jätkäsaari, 스웨덴어: Busholmen)
  - 204 헤르네섬(핀란드어: Hernesaari, 스웨덴어: Ärtholmen)
- 21 헤르마니(핀란드어: Hermanni, 스웨덴어: Hermanstaden)
- 22 발릴라(핀란드어: Vallila, 스웨덴어: Vallgård)
- 23 토우콜라(핀란드어: Toukola, 스웨덴어: Majstad)
  - 231 토우콜라(핀란드어: Toukola, 스웨덴어: Majstad)
  - 232 아라비아 해변(핀란드어: Arabianranta, 스웨덴어: Arabiastranden)
- 24 쿰풀라(핀란드어: Kumpula, 스웨덴어: Gumtäkt)
- 25 캐퓔래(핀란드어: Käpylä, 스웨덴어: Kottby)
- 26 코스켈라(핀란드어: Koskela, 스웨덴어: Forsby)
- 27 반하카우풍키(핀란드어: Vanhakaupunki, 스웨덴어: Gammelstaden)
- 28 오울룬퀼래(핀란드어: Oulunkylä, 스웨덴어: Åggelby)
  - 281 피르콜라(핀란드어: Pirkkola, 스웨덴어: Britas)
  - 282 마우눌라(핀란드어: Maunula, 스웨덴어: Månsas)
  - 283 메챌래(핀란드어: Metsälä, 스웨덴어: Krämertskog)
  - 284 파톨라(핀란드어: Patola, 스웨덴어: Dammen)
  - 285 베래얘매키(핀란드어: Veräjämäki, 스웨덴어: Grindbacka)
  - 286 마우눌라 공원(핀란드어: Maunulanpuisto, 스웨덴어: Månsasparken)
  - 287 베래얠락소(핀란드어: Veräjälaakso, 스웨덴어: Grinddal)
- 29 하가(핀란드어: Haaga, 스웨덴어: Haga)
  - 291 남하가(핀란드어: Etelä-Haaga, 스웨덴어: Södra Haga)
  - 292 키비하카(핀란드어: Kivihaka, 스웨덴어: Stenhagen)
  - 293 북하가(핀란드어: Pohjois-Haaga, 스웨덴어: Norra Haga)
  - 294 라실라(핀란드어: Lassila, 스웨덴어: Lassas)
- 30 문키니에미(핀란드어: Munkkiniemi, 스웨덴어: Munksnäs)
  - 301 구문키니에미(핀란드어: Vanha Munkkiniemi, 스웨덴어: Gamla Munksnäs)
  - 302 쿠시섬(핀란드어: Kuusisaari, 스웨덴어: Granö)
  - 303 레흐티섬(핀란드어: Lehtisaari, 스웨덴어: Lövö)
  - 304 문키부오리(핀란드어: Munkkivuori, 스웨덴어: Munkshöjden)
  - 305 니에멘매키(핀란드어: Niemenmäki, 스웨덴어: Näshöjden)
  - 306 탈리 해변(핀란드어: Talinranta, 스웨덴어: Talistranden)
- 31 라우타섬(핀란드어: Lauttasaari, 스웨덴어: Drumsö)
- 32 코날라(핀란드어: Konala, 스웨덴어: Kånala)
- 33 카렐라(핀란드어: Kaarela, 스웨덴어: Kårböle)
  - 331 카넬매키(핀란드어: Kannelmäki, 스웨덴어: Gamlas)
  - 332 마우누네바(핀란드어: Maununneva, 스웨덴어: Magnuskärr)
  - 333 말민카르타노(핀란드어: Malminkartano, 스웨덴어: Malmgård)
  - 334 하쿠닌마(핀란드어: Hakuninmaa, 스웨덴어: Håkansåker)
  - 335 쿠닌칸카미(핀란드어: Kuninkaantammi, 스웨덴어: Kungseken)
- 34 파킬라(핀란드어: Pakila, 스웨덴어: Baggböle)
  - 341 서파킬라(핀란드어: Länsi-Pakila, 스웨덴어: Västra Baggböle)
  - 342 동파킬라(핀란드어: Itä-Pakila, 스웨덴어: Östra Baggböle)
- 35 투오마린퀼래(핀란드어: Tuomarinkylä, 스웨덴어: Domarby)
  - 351 팔로헤이내(핀란드어: Paloheinä, 스웨덴어: Svedängen)
  - 352 토르파린매키(핀란드어: Torpparinmäki, 스웨덴어: Torparbacken)
  - 353 투오마린카르타노(핀란드어: Tuomarinkartano, 스웨덴어: Domargård)
  - 354 할티알라(핀란드어: Haltiala, 스웨덴어: Tomtbacka)
- 36 비키(핀란드어: Viikki, 스웨덴어: Vik)
  - 361 비키 해변(핀란드어: Viikinranta, 스웨덴어: Viksstranden)
  - 362 라토카르타노(핀란드어: Latokartano, 스웨덴어: Ladugården)
  - 363 비키 과학공원(핀란드어: Viikin tiedepuisto, 스웨덴어: Viks forskarpark)
  - 364 비킨매키(핀란드어: Viikinmäki, 스웨덴어: Viksbacka)
- 37 푸킨매키(핀란드어: Pukinmäki, 스웨덴어: Bocksbacka)
- 38 말미(핀란드어: Malmi, 스웨덴어: Malm)
  - 381 상말미(핀란드어: Ylä-Malmi, 스웨덴어: Övre Malm)
  - 382 하말미(핀란드어: Ala-Malmi, 스웨덴어: Nedre Malm)
  - 383 피흘라야매키(핀란드어: Pihlajamäki, 스웨덴어: Rönnbacka)
  - 384 타타리하류(핀란드어: Tattariharju, 스웨덴어: Tattaråsen)
  - 385 말미 공항(핀란드어: Malmin lentokenttä, 스웨덴어: Malm flygfält)
  - 386 피흘라이스토(핀란드어: Pihlajisto, 스웨덴어: Rönninge)
- 39 타파닌퀼래(핀란드어: Tapaninkylä, 스웨덴어: Staffansby)
  - 391 타파닌바이니오(핀란드어: Tapaninvainio, 스웨덴어: Staffansslätten)
  - 392 타파닐라(핀란드어: Tapanila, 스웨덴어: Mosabacka)
- 40 수타릴라(핀란드어: Suutarila, 스웨덴어: Skomakarböle)
  - 401 실타매키(핀란드어: Siltamäki, 스웨덴어: Brobacka)
  - 402 타풀리카우풍키(핀란드어: Tapulikaupunki, 스웨덴어: Stapelstaden)
  - 403 퇴위뤼누미(핀란드어: Töyrynummi, 스웨덴어: Lidamalmen)
- 41 수르메채(핀란드어: Suurmetsä, 스웨덴어: Storskog)
  - 411 푸이스톨라(핀란드어: Puistola, 스웨덴어: Parkstad)
  - 412 헤이킨락소(핀란드어: Heikinlaakso, 스웨덴어: Henriksdal)
  - 413 타타리수오(핀란드어: Tattarisuo, 스웨덴어: Tattarmossen)
  - 414 야코매키(핀란드어: Jakomäki, 스웨덴어: Jakobacka)
- 42 쿨로섬(핀란드어: Kulosaari, 스웨덴어: Brändö)
- 43 헤르토니에미(핀란드어: Herttoniemi, 스웨덴어: Hertonäs)
  - 431 서헤르토니메미(핀란드어: Länsi-Herttoniemi, 스웨덴어: Västra Hertonäs)
  - 432 로이후부오리(핀란드어: Roihuvuori, 스웨덴어: Kasberget)
  - 433 헤르토니에미 공단(핀란드어: Herttoniemen teollisuusalue, 스웨덴어: Hertonäs industriområde)
  - 434 헤르토니에미 해변(핀란드어: Herttoniemenranta, 스웨덴어: Hertonäs strand)
- 44 타미살로(핀란드어: Tammisalo, 스웨덴어: Tammelund)
- 45 바르티오퀼래(핀란드어: Vartiokylä, 스웨덴어: Botby)
  - 451 바르티오하류(핀란드어: Vartioharju, 스웨덴어: Botbyåsen)
  - 452 푸오틸라(핀란드어: Puotila, 스웨덴어: Botby gård)
  - 453 푸오틴하류(핀란드어: Puotinharju, 스웨덴어: Botbyhöjden)
  - 454 뮐뤼푸로(핀란드어: Myllypuro, 스웨덴어: Kvarnbäcken)
  - 455 마랴니에미(핀란드어: Marjaniemi, 스웨덴어: Marudd)
  - 456 로이후펠로 공단(핀란드어: Roihupellon teollisuusalue, 스웨덴어: Kasåkers industriområde)
  - 457 이태케스쿠스(핀란드어: Itäkeskus, 스웨덴어: Östra centrum)
- 46 피태얜매키(핀란드어: Pitäjänmäki, 스웨덴어: Sockenbacka)
  - 461 파야매키(핀란드어: Pajamäki, 스웨덴어: Smedjebacka)
  - 462 탈리 (핀란드어, 스웨덴어: Tali)
  - 463 레이마를라(핀란드어: Reimarla, 스웨덴어: Reimars)
  - 464 마르틸라(핀란드어: Marttila, 스웨덴어: Martas)
  - 465 피태얜매키 공단(핀란드어: Pitäjänmäen teollisuusalue, 스웨덴어: Sockenbacka industriområde)
- 47 멜룬퀼래(핀란드어: Mellunkylä, 스웨덴어: Mellungsby)
  - 471 콘툴라(핀란드어: Kontula, 스웨덴어: Gårdsbacka)
  - 472 베살라(핀란드어: Vesala, 스웨덴어: Ärvings)
  - 473 멜룬매키(핀란드어: Mellunmäki, 스웨덴어: Mellungsbacka)
  - 474 키비코(핀란드어: Kivikko, 스웨덴어: Stensböle)
  - 475 쿠르키매키(핀란드어: Kurkimäki, 스웨덴어: Tranbacka)
- 48 바르티오섬(핀란드어: Vartiosaari, 스웨덴어: Vårdö)
- 49 라야살로(핀란드어: Laajasalo, 스웨덴어: Degerö)
  - 491 윌리스퀼래(핀란드어: Yliskylä, 스웨덴어: Uppby)
  - 492 욜라스 (핀란드어, 스웨덴어: Jollas)
  - 493 툴리섬(핀란드어: Tullisaari, 스웨덴어: Turholm)
  - 494 타흐보만(핀란드어: Tahvonlahti, 스웨덴어: Stansvik)
  - 495 헤보살미(핀란드어: Hevossalmi, 스웨덴어: Hästnässund)
- 50 빌링키(핀란드어: Villinki, 스웨덴어: Villinge)
- 51 산타하미나(핀란드어: Santahamina, 스웨덴어: Sandhamn)
- 52 수오멘린나(핀란드어: Suomenlinna, 스웨덴어: Sveaborg)
- 53 울코군도(핀란드어: Ulkosaaret, 스웨덴어: Utöarna)
  - 531 서군도(핀란드어: Länsisaaret, 스웨덴어: Västra holmarna)
  - 532 동군도(핀란드어: Itäsaaret, 스웨덴어: Östra holmarna)
  - 533 알루에메리(핀란드어: Aluemeri, 스웨덴어: Territorialhavet)
- 54 부오섬(핀란드어: Vuosaari, 스웨덴어: Nordsjö)
  - 541 중부오섬(핀란드어: Keski-Vuosaari, 스웨덴어: Mellersta Nordsjö)
  - 542 노르드시왼 카르타노(핀란드어: Nordsjön kartano, 스웨덴어: Nordsjö gård)
  - 543 우텔라(핀란드어: Uutela, 스웨덴어: Nybondas)
  - 544 메리라스틸라(핀란드어: Meri-Rastila, 스웨덴어: Havsrastböle)
  - 545 칼만(핀란드어: Kallahti, 스웨덴어: Kallvik)
  - 546 아우링코만(핀란드어: Aurinkolahti, 스웨덴어: Solvik)
  - 547 라스틸라(핀란드어: Rastila, 스웨덴어: Rastböle)
  - 548 니니섬(핀란드어: Niinisaari, 스웨덴어: Bastö)
  - 549 무스타부오리(핀란드어: Mustavuori, 스웨덴어: Svarta backen)
- 55 외스테르순돔 (핀란드어, 스웨덴어: Östersundom)
- 56 살멘칼리오(핀란드어: Salmenkallio, 스웨덴어: Sundberg)
- 57 탈로섬(핀란드어: Talosaari, 스웨덴어: Husö)
- 58 카르후섬(핀란드어: Karhusaari, 스웨덴어: Björnsö)
- 59 울투나 (핀란드어, 스웨덴어: Ultuna)
  - 591 라드보 (핀란드어. 스웨덴어: Landbo)
  - 592 푸로니튀(핀란드어: Puroniitty, 스웨덴어: Bäckängen)
- (번호 없음) 앞바다 (핀란드어, 스웨덴어: Aluemeri)

## 구
구는 대구(핀란드어: suurpiiri, 스웨덴어: stordistrikt)와 기초구(핀란드어: peruspiiri, 스웨덴어: distrikt)로 나뉜다. 헬싱키 전체가 7개 대구로 나뉘며, 각 대구는 여러 개의 기초구를 포함한다. 기초구들은 여러 개의 동으로 이루어져 있을 수 있다.
구 구획은 1982년 12월 13일 헬싱키 시참사회의 결정으로 제정되었다. 그 전까지는 여러 부서들에서 서로 다른 101개의 구획을 사용했고, 그 구획들 중 동 구획과 일치하는 것은 17개에 지나지 않을 정도로 혼란이 매우 컸다. 1986년 이후로는 모든 공공부문에서 구 구획을 사용하게 되었다.

파란색: 남구 / 보라색: 서구 / 주황색: 중구 /
초록색: 북구 / 빨간색: 동북구 / 연두색: 동남구
/ 노란색: 동구 / 하늘색: 외스테르순돔구

- 1 남구(핀란드어: Eteläinen suurpiiri)
  - 101 비로니에미(핀란드어: Vironniemi, 스웨덴어: Estnäs)
  - 102 울란린나(핀란드어: Ullanlinna, 스웨덴어: Ulrikasborg)
  - 103 캄핀말미(핀란드어: Kampinmalmi, 스웨덴어: Kampmalmen)
  - 104 타카퇼뢰(핀란드어: Taka-Töölö, 스웨덴어: Bortre Tölö)
  - 105 라우타섬(핀란드어: Lauttasaari, 스웨덴어: Lauttasaari)
- 2 서구(핀란드어: Läntinen suurpiiri)
  - 201 레이욜라(핀란드어: Reijola, 스웨덴어: Grejus)
  - 202 문키니에미(핀란드어: Munkkiniemi, 스웨덴어: Munksnäs)
  - 203 하가(핀란드어: Haaga, 스웨덴어: Haga)
  - 204 피태얜매키(핀란드어: Pitäjänmäki, 스웨덴어: Sockenbacka)
  - 205 카렐라(핀란드어: Kaarela, 스웨덴어: Kårböle)
- 3 중구(핀란드어: Keskinen suurpiiri)
  - 301 칼리오(핀란드어: Kallio, 스웨덴어: Berghäll)
  - 302 알피하류(핀란드어: Alppiharju, 스웨덴어: Åshöjden)
  - 303 발릴라(핀란드어: Vallila, 스웨덴어: Vallgård)
  - 304 파실라(핀란드어: Pasila, 스웨덴어: Böle)
  - 305 반하카우풍키(핀란드어: Vanhakaupunki, 스웨덴어: Gammelstaden)
- 4 북구(핀란드어: Pohjoinen suurpiiri)
  - 401 마우눌라(핀란드어: Maunula, 스웨덴어: Månsas)
  - 402 서파킬라(핀란드어: Länsi-Pakila, 스웨덴어: Västra Baggböle)
  - 403 투오마린퀼래(핀란드어: Tuomarinkylä, 스웨덴어: Domarby)
  - 404 오울룬퀼래(핀란드어: Oulunkylä, 스웨덴어: Åggelby)
  - 405 동파킬라(핀란드어: Itä-Pakila, 스웨덴어: Östra Baggböle)
- 5 동북구(핀란드어: Koillinen suurpiiri)
  - 501 라토카르타노(핀란드어: Latokartano, 스웨덴어: Ladugården)
  - 502 푸킨매키(핀란드어: Pukinmäki, 스웨덴어: Bocksbacka)
  - 503 말미(핀란드어: Malmi, 스웨덴어: Malm)
  - 504 수타릴라(핀란드어: Suutarila, 스웨덴어: Skomakarböle)
  - 505 푸이스톨라(핀란드어: Puistola, 스웨덴어: Parkstad)
  - 506 야코매키(핀란드어: Jakomäki, 스웨덴어: Jakobacka)
- 6 동남구(핀란드어: Kaakkoinen suurpiiri)
  - 601 쿨로섬(핀란드어: Kulosaari, 스웨덴어: Brändö)
  - 602 헤르토니에미(핀란드어: Herttoniemi, 스웨덴어: Hertonäs)
  - 603 라야섬(핀란드어: Laajasalo, 스웨덴어: Degerö)
- 7 동구(핀란드어: Itäinen suurpiiri)
  - 701 바르티오퀼래(핀란드어: Vartiokylä, 스웨덴어: Botby)
  - 702 뮐뤼푸로(핀란드어: Myllypuro, 스웨덴어: Kvarnbäcken)
  - 703 멜룬퀼래(핀란드어: Mellunkylä, 스웨덴어: Mellungsby)
  - 702 부오섬(핀란드어: Vuosaari, 스웨덴어: Nordsjö)
- 8 외스테르순돔구(핀란드어: Östersundomin suurpiiri)
  - 801 외스테르순돔 (핀란드어, 스웨덴어: Östersundom)